# Schock-Heimalm
Die Schock-Heimalm ist eine Alm in der Marktgemeinde Bad Hofgastein im österreichischen Bundesland Salzburg.

## Lage und Charakteristik
Die Schock-Heimalm liegt an den nördlichen Hängen des Rauchkogels in der Ankogelgruppe. Sie befindet sich in der Ortschaft Harbach und in der gleichnamigen Katastralgemeinde Harbach. Sie ist dem Schockgut in Harbach zugehörig. Östlich der Alm fließt der Bach Harbach. Im Südosten wächst ein Grünerlen-Buschwald. Eine Almhütte steht auf einer Höhe von 1467 m ü. A. Von der Schock-Heimalm führt ein Güterweg auf die höher gelegene Schock-Hochalm.

## Geschichte
Im von 1823 bis 1830 erstellten Franziszeischen Kataster sind im Bereich der Alm mehrere unbenannte Gebäude verzeichnet. Die Schock-Heimalm wurde wie die Schock-Hochalm 1951 zunächst aufgegeben. Die Almhütten wurden später neu erbaut. Der Güterweg von der Schock-Heimalm auf die Schock-Hochalm wurde im Jahr 2000 errichtet.